# Castorama (equip ciclista)
L'equip Castorama va ser un equip ciclista francès que competí professionalment entre el 1990 i 1995. Va ser el successor de l'antic equip Système U.

## Principals resultats
- Critèrium Internacional: Laurent Fignon (1990)
- Tour de Flandes: Jacky Durand (1992)
- Tour de l'Avenir: Thomas Davy (1993), Emmanuel Magnien (1995)
- Clàssica de Sant Sebastià: Armand de las Cuevas (1994)

### A les grans voltes
- Volta a Espanya
  - 0 participacions
  - 0 victòries d'etapa:

- Tour de França
  - 6 participacions (1990, 1991, 1992, 1993, 1994, 1995)
  - 7 victòries d'etapa:
    - 1 el 1990: Thierry Marie
    - 2 el 1991: Thierry Marie (2)
    - 2 el 1992: Dominique Arnould, Thierry Marie
    - 1 el 1994: Jacky Durand
    - 1 el 1995: Jacky Durand

  - 0 classificació secundària:

- Giro d'Itàlia
  - 6 participacions (1990, 1991, 1992, 1993, 1994, 1995)
  - 3 victòria d'etapa:
    - 2 el 1992: Thierry Marie, François Simon
    - 1 el 1994: Armand de las Cuevas

## Classificacions UCI
| Temporada | Classificació per equips | Millor ciclista en la classificació individual |
| --------- | ------------------------ | ---------------------------------------------- |
| 1995      | 16è                      | Armand de las Cuevas (60è)                     |